# For the Glory of Nothing
For the Glory of Nothing è il quinto album in studio del gruppo musicale heavy metal finlandese Tarot, pubblicato nel 1998 dalla Blastic Heaven.

## Tracce
1. Crawlspace – 3:27
2. Warhead – 6:00
3. I'm Here – 3:56
4. Shining Black – 7:03
5. Beyond Troy – 5:37
6. Dark Star Burning – 4:25
7. The Scourger – 4:40
8. Ghosts of Me – 5:28
9. The Punishment – 4:01
10. Ice – 6:28